# Myrmecodia alata
Myrmecodia alata — вид квіткових рослин родини маренові (Rubiaceae).

## Поширення
Вид поширений на півночі Західної Нової Гвінеї в Індонезії.

## Опис
Епіфіт. Нерозгалужене стебло заввишки 45 см. Квіти бузково-білі, плоди жовті.